# TRT 1
TRT 1 è il primo canale televisivo della TRT, radio-televisione di Stato turca. Ha iniziato le sue trasmissioni il 31 gennaio 1968.

## Introduzione
TRT 1, il primo canale televisivo in Turchia, iniziò le sue trasmissioni di test il 31 gennaio 1968, ed iniziò in seguito le trasmissioni nazionali complete nel dicembre del 1971. Fu l'unico canale televisivo operante in Turchia fino al 15 settembre 1986, quando la stessa TRT iniziò le trasmissioni di test per "2. Kanal" (divenuto alla fine TRT 2). È disponibile via etere anche in Azerbaigian.
La missione di TRT 1 è di migliorare la vita delle persone che vivono in Turchia attraverso programmi che informano, educano ed intrattengono. TRT 1, come broadcaster pubblico, punta a diverse varietà di telespettatori ma con le famiglie come priorità, seguite da un pubblico eterogeneo per età, lavoro, educazione e status sociale. Gli obiettivi di TRT-1 sono quelli di rafforzare il senso d'unità nazionale della popolazione così come quello di fornire musica e notizie per loro.

## Loghi su schermo
Come gli altri canali della TRT, anche TRT 1 trasmette 24 ore al giorno, trasmettendo una breve clip di partenza alle 5:58. Durante questa partenza, viene trasmesso dapprima il logo della TRT, seguito dal palinsesto giornaliero e dall'inno nazionale turco.
Nel gennaio del 2008, la TRT ha celebrato il 40º anniversario della nascita del canale, trasmettendo anche vecchi bumper e loghi del canale; ciò è accaduto ad ogni decennale del canale. Nel 2018 ci furono grandi celebrazioni per il cinquantennale dell'emittente.

## Programmi
TRT 1 trasmette un'ampia selezione di programmi, come notiziari, programmi musicali, programmi d'intrattenimento, sceneggiati, programmi sportivi e programmi educativi, uniti ad intervalli pubblicitari.
L'emittente ha trasmesso anche serie famose a livello mondiale in passato in prima visione assoluta sul territorio turco.
Fra queste vi furono Esclava Isaura, Flamingo Road, Dempsey & Makepeace, Moonlighting, Supercar, Barnaby Jones, McMillan and Wife, Kung Fu, I predatori dell'idolo d'oro, Voyagers!, Falcon Crest, Yes Minister, Mission: Impossible, Spazio 1999, Balki e Larry - Due perfetti americani, Avvocati a Los Angeles, Grizzly Adams, Baby Sitter, Time Out, Bonanza, Miami Vice, Hart to Hart, Charlie's Angels, Petrocelli, Battlestar Galactica, Sette spose per sette fratelli, Radici, Capitan Onedin, Una famiglia americana, Star Trek, Cin cin, Vita da strega, La fuga di Logan, Blake's 7, Magnum, P.I.,  L'uomo da sei milioni di dollari, La casa nella prateria, Taxi, Il ricco e il povero, Supergran, Attenti a quei due, Il Santo, Flipper, Amanda, I giorni di Bryan, Wheels, Il mio amico Ricky, Webster, Robin Hood, Love Boat, Le strade di San Francisco, I Robinson, V, Le avventure di Black Beauty, Agente speciale, Daktari, In viaggio nel tempo, Santa Barbara, Un giustiziere a New York, Wish Me Luck, Banacek, Pepper Anderson - Agente speciale, Baretta, Colombo, La valle dei pini, Tutti amano Raymond, CSI - Scena del crimine,  Settimo cielo, Ritorno a Eden, Papà ha ragione,  Holmes & Yo-Yo, Quincy, Un medico tra gli orsi,  McCoy, Pappa e ciccia,  La famiglia Bradford, New York New York,  Simon & Simon, SeaQuest - Odissea negli abissi, Una famiglia come le altre e Beverly Hills 90210.